# Gianfranco Dalla Barba
Gianfranco Dalla Barba (ur. 11 czerwca 1957 w Padwie, zm. 21 listopada 2024 tamże) – włoski szermierz, szablista, zawodnik GS Fiamme Oro, dwukrotny medalista olimpijski.
Podczas igrzysk olimpijskich w Los Angeles w 1984 roku reprezentacja Włoch w składzie: Marco Marin, Gianfranco Dalla Barba, Giovanni Scalzo, Ferdinando Meglio i Angelo Arcidiacono zdobyła złoty medal. W zawodach indywidualnych był dziewiąty. Brał też udział w igrzyskach olimpijskich w Seulu w 1988 roku, razem z Marco Marinem, Giovannim Scalzo, Ferdinando Meglio i Massimo Cavaliere zdobywając brązowy medal w zawodach drużynowych. W rywalizacji indywidualnej był tym razem dziesiąty.
Na mistrzostwach świata w Melbourne w 1979 wraz z Michele Maffei, Mario Aldo Montano, Marco Romano i Ferdinando Meglio zdobył srebrny medal w zawodach drużynowych. W tej samej konkurencji zdobył też srebro na mistrzostwach świata w Rzymie (1982) oraz brąz podczas mistrzostw świata w Hamburgu (1978) i mistrzostw świata w Wiedniu (1983). Na ostatniej z tych imprez zdobył także srebrny medal w turnieju indywidualnym, przegrywając w finale z Bułgarem Wasiłem Etropołskim.
Dwukrotnie był mistrzem Włoch (1982 i 1984).

## Starty olimpijskie
Los Angeles 1984
- szabla drużynowo - złoto

Seul 1988
- szabla drużynowo - brąz